# Cobanus
Genre
Synonymes
- Helorus Peckham & Peckham, 1896 nec Latreille, 1802
- Helpidius Simon, 1901

Cobanus est un genre d'araignées aranéomorphes de la famille des Salticidae.

## Distribution
Les espèces de ce genre se rencontrent au Panama, en Colombie et au Costa Rica.

## Liste des espèces
Selon World Spider Catalog (version 23.0, 19/03/2022) :
- Cobanus bifurcatus Chickering, 1946
- Cobanus cambridgei Chickering, 1946
- Cobanus chocquibtown Cala-Riquelme, Bustamante & Salgado, 2022
- Cobanus electus Chickering, 1946
- Cobanus extensus (Peckham & Peckham, 1896)
- Cobanus mandibularis (Peckham & Peckham, 1896)
- Cobanus muelona Cala-Riquelme, Bustamante & Salgado, 2022
- Cobanus unicolor F. O. Pickard-Cambridge, 1900

## Systématique et taxinomie
Helorus a été décrit par Peckham et Peckham en 1896. Le nom Helorus Peckham & Peckham, 1896 étant préoccupé par Helorus Latreille, 1802, il est renommé Cobanus par F. O. Pickard-Cambridge en 1900 puis de manière superflue Helpidius par Simon en 1901. Il est placé en synonymie avec Sidusa par Zhang et Maddison en 2015. Il est relevé de synonymie par Prószyński en 2017.

## Publications originales
- F. O. Pickard-Cambridge, 1900 : « Arachnida - Araneida and Opiliones. » Biologia Centrali-Americana, Zoology, London, vol. 2, p. 89-192 (texte intégral).
- Peckham & Peckham, 1896 : « Spiders of the family Attidae from Central America and Mexico. » Occasional Papers of the Natural History Society of Wisconsin, vol. 3, no 1, p. 1-101 (texte intégral).